# Serie C1 2002/2003
Soutěžní ročník Serie C1 2002/03 byl 25. ročník třetí nejvyšší italské fotbalové ligy. Soutěž začala 1. září 2002 a skončila 15. června 2003. Účastnilo se jí celkem 36 týmů rozdělené do dvou skupin po 18 klubech. Z každé skupiny postoupil vítěz přímo do druhé ligy, druhý postupující se probojoval přes play off.
Kluby Alzano 1909 Virescit FC a Carrarese Calcio 1908 obsadili v minulé sezoně sestupové příčky. Jenže kvůli finančním problémům klubů AC Fiorentina a Lecco Calcio zůstali v soutěži.

## Skupina A
| Poř. | Tým                         | Z  | V  | R  | P  | VG | OG | B  |
| ---- | --------------------------- | -- | -- | -- | -- | -- | -- | -- |
| 1.   | Treviso FBC                 | 34 | 19 | 8  | 7  | 56 | 33 | 65 |
| 2.   | UC AlbinoLeffe              | 34 | 17 | 12 | 5  | 62 | 36 | 63 |
| 3.   | AC Cesena                   | 34 | 16 | 11 | 7  | 49 | 29 | 59 |
| 4.   | Pisa Calcio                 | 34 | 15 | 12 | 7  | 40 | 27 | 57 |
| 5.   | Calcio Padova               | 34 | 13 | 12 | 9  | 50 | 45 | 51 |
| 6.   | Spezia Calcio               | 34 | 11 | 15 | 8  | 37 | 32 | 48 |
| 7.   | AS Cittadella Padova        | 34 | 12 | 11 | 11 | 39 | 39 | 47 |
| 8.   | AC Prato                    | 34 | 12 | 10 | 12 | 39 | 42 | 46 |
| 9.   | AC Lumezzane                | 34 | 11 | 12 | 11 | 39 | 47 | 45 |
| 10.  | AC Pistoiese                | 34 | 11 | 11 | 12 | 30 | 37 | 44 |
| 11.  | Pro Patria Gallaratese G.B. | 34 | 11 | 10 | 13 | 31 | 39 | 43 |
| 12.  | AC Reggiana                 | 34 | 8  | 18 | 8  | 45 | 45 | 42 |
| 13.  | SPAL                        | 34 | 10 | 12 | 12 | 34 | 35 | 42 |
| 14.  | AS Lucchese Libertas        | 34 | 9  | 15 | 10 | 28 | 30 | 42 |
| 15.  | Varese FC                   | 34 | 6  | 12 | 16 | 35 | 48 | 30 |
| 16.  | Carrarese Calcio 1908       | 34 | 6  | 12 | 16 | 31 | 45 | 30 |
| 17.  | Alzano 1909 Virescit FC     | 34 | 4  | 17 | 13 | 33 | 52 | 29 |
| 18.  | AC Arezzo 1                 | 34 | 4  | 12 | 18 | 33 | 50 | 24 |

Poznámky
- Z = Odehrané zápasy; V = Vítězství; R = Remízy; P = Prohry; VG = Vstřelené góly; OG = Obdržené góly; B = Body
- za výhru 3 body, za remízu 1 bod, za prohru 0 bodů.
- 1  AC Arezzo přímo nesestoupil díky kauze Catania.

|  | Přímý postup do Serie B 2003/04  |
|  | Play off                         |
|  | Play out                         |
|  | Přímý sestup do Serie C2 2003/04 |

### Play off
Boj o postupující místo do Serie B.

#### Semifinále
Calcio Padova – UC AlbinoLeffe 1:2, 1:0

Pisa Calcio – AC Cesena 1:0, 1:1

#### Finále
Pisa Calcio – UC AlbinoLeffe 2:1, 2:4 v (prodl.)
Postup do Serie B 2003/04 vyhrál tým UC AlbinoLeffe.

### Play out
Boj o udržení v Serie C1.
Alzano 1909 Virescit FC – AS Lucchese Libertas 1:2, 1:1

Carrarese Calcio 1908 – Varese FC 1:1, 1:1
Sestup do Serie C2 2003/04 měli kluby Alzano 1909 Virescit FC a Carrarese Calcio 1908.

## Skupina B
| Poř. | Tým                         | Z  | V  | R  | P  | VG | OG | B  |
| ---- | --------------------------- | -- | -- | -- | -- | -- | -- | -- |
| 1.   | US Avellino                 | 34 | 21 | 6  | 7  | 51 | 25 | 69 |
| 2.   | Pescara Calcio              | 34 | 19 | 9  | 6  | 62 | 38 | 66 |
| 3.   | AC Martina 1947             | 34 | 18 | 8  | 8  | 52 | 37 | 62 |
| 4.   | Teramo Calcio               | 34 | 15 | 13 | 6  | 58 | 40 | 58 |
| 5.   | Sambenedettese Calcio 1923  | 34 | 14 | 14 | 6  | 46 | 26 | 56 |
| 6.   | FC Crotone                  | 34 | 14 | 8  | 12 | 40 | 29 | 50 |
| 7.   | SS Lanciano                 | 34 | 12 | 13 | 9  | 39 | 39 | 49 |
| 8.   | FC Benevento                | 34 | 10 | 14 | 10 | 27 | 32 | 44 |
| 9.   | Taranto Calcio              | 34 | 10 | 11 | 13 | 31 | 35 | 41 |
| 10.  | Chieti Calcio               | 34 | 9  | 14 | 11 | 28 | 32 | 41 |
| 11.  | US Viterbese                | 34 | 10 | 9  | 15 | 37 | 50 | 39 |
| 12.  | Polisportiva Sassari Torres | 34 | 9  | 11 | 14 | 34 | 37 | 38 |
| 13.  | Vis Pesaro 1898             | 34 | 7  | 15 | 12 | 29 | 40 | 36 |
| 14.  | Paternò Calcio              | 34 | 10 | 8  | 16 | 33 | 45 | 38 |
| 15.  | Giulianova Calcio           | 34 | 8  | 11 | 15 | 29 | 37 | 35 |
| 16.  | AS Sora                     | 34 | 8  | 10 | 16 | 36 | 48 | 34 |
| 17.  | L'Aquila Calcio             | 34 | 8  | 9  | 17 | 30 | 53 | 33 |
| 18.  | Fermana Calcio 1            | 34 | 7  | 11 | 16 | 28 | 47 | 32 |

Poznámky
- Z = Odehrané zápasy; V = Vítězství; R = Remízy; P = Prohry; VG = Vstřelené góly; OG = Obdržené góly; B = Body
- za výhru 3 body, za remízu 1 bod, za prohru 0 bodů.
- 1  Fermana Calcio přímo nesestoupil díky kauze Catania.

|  | Přímý postup do Serie B 2003/04  |
|  | Play off                         |
|  | Play out                         |
|  | Přímý sestup do Serie C2 2003/04 |

### Play off
Boj o postupující místo do Serie B.

#### Semifinále
Sambenedettese Calcio 1923 – Pescara Calcio 1:0, 0:2

Teramo Calcio – AC Martina 1947 1:0, 0:1

#### Finále
Pescara Calcio – AC Martina 1947 0:0, 2:0
Postup do Serie B 2003/04 vyhrál tým Pescara Calcio.

### Play out
Boj o udržení v Serie C1.
L'Aquila Calcio – Paternò Calcio 1:0, 0:0

AS Sora – Giulianova Calcio 0:0, 0:0
Sestup do Serie C2 2003/04 měli kluby Paternò Calcio a AS Sora. Nakonec oba kluby zůstali i v příští sezoně.